# Serafino Orlini
Serafino Orlini (Ascoli Piceno, 29 settembre 1892 – Ascoli Piceno, 3 luglio 1965) è stato un politico e avvocato italiano.

## Biografia
Nato ad Ascoli Piceno nel 1892, si formò a Roma e il 23 gennaio 1917 conseguì la laurea in giurisprudenza presso l'università di Modena. Dal 1919 esercitò la professione di avvocato nella sua città natale, e fu vice-pretore dal 1919 al 1924.
Iscritto alla Democrazia Cristiana, il 4 settembre 1944 venne nominato sindaco di Ascoli Piceno dal Comitato di liberazione nazionale e riconfermato nella carica dopo le prime elezioni democratiche del 1946. Fu sindaco per tre mandati fino al 29 dicembre 1960, guidando l'amministrazione comunale negli anni della ricostruzione post-bellica: tra le sue opere pubbliche più significative, si ricorda la costruzione dell'acquedotto di Pescara d'Arquata.
Nominato presidente della Cassa di Risparmio di Ascoli Piceno, rimase in carica fino alla morte avvenuta il 3 luglio 1965.
Ebbe un figlio, Antonio, che fu sindaco di Ascoli dal 1971 al 1978.